# 1888 aux Territoires du Nord-Ouest
Chronologie des Territoires du Nord-Ouest
- 1884
- 1885
- 1886
- 1887
- 1888
- 1889
- 1890
- 1891
- 1892

Cette page concerne des événements d'actualité qui se sont produits durant l'année 1888 dans le territoire canadien des Territoires du Nord-Ouest.

## Politique

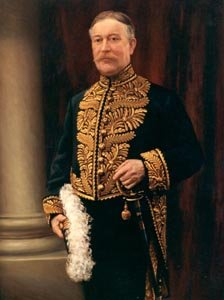
Robert Brett

- Premier ministre : Edgar Dewdney (Lieutenant-gouverneur des Territoires du Nord-Ouest) puis Robert Brett (Président du conseil du lieutenant-gouverneur)
- Commissaire :
- Législature :

## Événements
- 20 - 30 juin : les Territoires du Nord-Ouest reçoivent une Assemblée législative substituée au Conseil du Nord-Ouest. Elle inaugure une politique de propagande pour encourager la colonisation. À partir de 1890, lorsque les États-Unis ne sont plus en mesure d’offrir des concessions de terres gratuites, l’émigration se détourne vers la Prairie canadienne.